# Okhahlamba Local Municipality
Okhahlamba (englisch Okhahlamba Local Municipality) ist eine Lokalgemeinde im Distrikt Uthukela der südafrikanischen Provinz KwaZulu-Natal. Der Verwaltungssitz der Gemeinde befindet sich in Bergville. Bürgermeister ist M. G. Ndlangisa.
Der Gemeindename leitet sich vom isiZulu-Begriff für „Platz in den Bergen“ ab und bezieht sich auf die Drakensberge.

## Geografie
Okhahlamba ist die westlichste Gemeinde in KwaZulu-Natal und grenzt an Lesotho und die Provinz Freistaat. Nordöstlich von Okhahlamba liegt Alfred Duma und östlich sowie südlich Inkosi Langalibalele. Im Süden grenzt die Gemeinde auch an das ehemalige District Management Area Giant’s Castle Game Reserve. Die Nationalstraße N3 führt durch den nordwestlichen Teil der Gemeinde. Auch ein kurzes Stück der N11 liegt in Okhahlamba.

## Städte und Orte
| - Bergville - Bethany - Bhalekisi - Khethwani - Maganganguzi - Malefetheni - Mazizini - Mkukwini | - Nyusana - Rookdale - Situlwane - Winterton - Woodford - Zwelisha |

## Bevölkerung
Im Jahr 2011 hatte die Gemeinde 132.068 Einwohner auf einer Fläche von 3971 Quadratkilometern. Davon waren 97,1 % schwarz und 2,1 % weiß. Erstsprache war zu 91,6 % isiZulu, zu 1,9 % Englisch, zu 1,2 % isiNdebele und zu 1 % Afrikaans.

## Wirtschaft
Für Okhahlamba ist der Tourismus sehr wichtig. Bergville gilt als Tor zu den Drakensbergen. Die vielen Freizeit- und Hotelanlagen und Sehenswürdigkeiten ziehen auch Besucher aus Europa und Nordamerika an.
Landwirtschaft ist ein weiteres wirtschaftliches Standbein der Gemeinde. Mais ist das Hauptprodukt. Weitere wichtige Produkte sind Erdnüsse und Milch. Der Anbau von Sojabohnen und die Hühnerzucht gewinnt ebenfalls an Bedeutung für Okhahlambas Wirtschaft.

## Sehenswürdigkeiten
- Royal-Natal-Nationalpark
- Rugged Glen Nature Reserve
- Mont-Aux-Sources

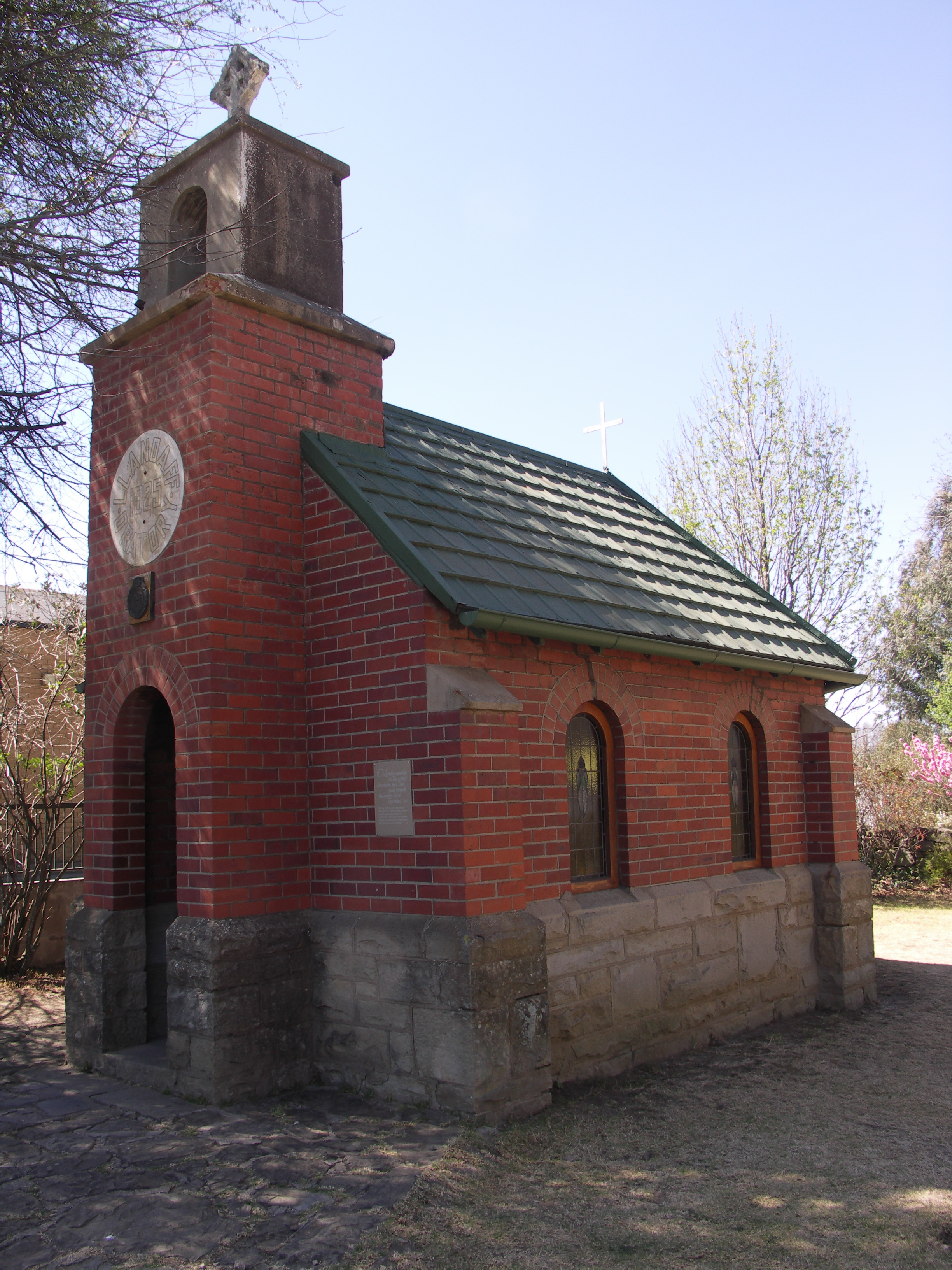
Das Llandaff Oratory

- Thandanani, ein Zentrum für lokale Kunst- und Handwerkserzeugnisse
- Spioenkop Battlefield, das historische Schlachtfeld
- Spioenkop Dam
- Tugela Falls
- Rangeworthy Cemetery, ein Friedhof für die Gefallenen der Schlachten von Spion Kop und Bastion Hill
- Llandaff Oratory, eine kleine Kirche mit acht Plätzen[5]